# Condécourt
Condécourt é uma comuna francesa na região administrativa da Ilha de França, no departamento do Vale do Oise. Estende-se por uma área de 6.94 km². Em 2010 a comuna tinha 552 habitantes (densidade: 79,5 hab./km²).